# ريتشارد ويست (لاعب اتحاد الرغبي)
ريتشارد ويست (بالإنجليزية: Richard West)‏ هو لاعب اتحاد الرغبي بريطاني، ولد في 20 مارس 1971 في هيرفورد في المملكة المتحدة.

## وصلات خارجية
- ريتشارد ويست عل موقع إسبنسكروم (الإنجليزية)